# Sedgwick (Arkansas)
Sedgwick és una població dels Estats Units a l'estat d'Arkansas. Segons el cens del 2000 tenia 112 habitants.

## Demografia
Segons el cens del 2000, Sedgwick tenia 112 habitants, 44 habitatges, i 31 famílies. La densitat de població era de 308,9 habitants/km².
Dels 44 habitatges en un 27,3% hi vivien nens de menys de 18 anys, en un 61,4% hi vivien parelles casades, en un 6,8% dones solteres, i en un 27,3% no eren unitats familiars. En el 25% dels habitatges hi vivien persones soles el 13,6% de les quals corresponia a persones de 65 anys o més que vivien soles. El nombre mitjà de persones vivint en cada habitatge era de 2,55 i el nombre mitjà de persones que vivien en cada família era de 3,03.
Per edats la població es repartia de la següent manera: un 23,2% tenia menys de 18 anys, un 12,5% entre 18 i 24, un 29,5% entre 25 i 44, un 17% de 45 a 60 i un 17,9% 65 anys o més.
L'edat mediana era de 35 anys. Per cada 100 dones de 18 o més anys hi havia 104,8 homes.
La renda mediana per habitatge era de 20.417 $ i la renda mediana per família de 25.417 $. Els homes tenien una renda mediana de 25.000 $ mentre que les dones 18.750 $. La renda per capita de la població era d'11.988 $. Cap de les famílies i el 4% de la població estaven per davall del llindar de pobresa.

## Poblacions més properes
El següent diagrama mostra les poblacions més properes.